# Delair
Delair, anciennement Delair-Tech, est un fabricant de véhicules aériens sans pilote et une société de gestion d'actifs basée à Toulouse,,. Cette entreprise possède des bureaux à Singapour, Pékin, Los Angeles, Toulouse, Paris, et Gand.
Delair produit des véhicules aériens sans pilote (en anglais : unmanned aerial vehicles, UAV) ou drones, à voilure fixe, tournante ou convertibles, et des programmes d'analyse de logiciels. Ils sont utilisés dans les secteurs des services publics, des transports, du pétrole et du gaz, des mines, de l’agriculture, des services d’urgence et de la défense,. En juin 2018, Delair est nommé pionnier technologique au Forum économique mondial.

## Historique et développement
Delair a été fondée par Michaël de Lagarde, Benjamin Benharrosh, Benjamin Michel et Bastien Mancini en 2011,. Un an plus tard, en 2012, le drone DT18 de l'entreprise est le premier à être certifié en France pour les vols hors vue (BVLOS),.
En 2018, Delair rachète les actifs de l'ancien concurrent Airware,. En acquérant Airware, Delair acquiert également Redbird, une société française d'exploration de données. La société achète son rival Gatewing à Trimble en 2016,.
En 2018, Intel Corporation s'associe à Delair pour mettre en œuvre sa technologie dans la plateforme de drones Intel Insights. Intel investit également dans l'entreprise dans le cadre de l'accord. Le 6 décembre 2019, il est annoncé que Stampede distribuera le drone Delair UX11. Stampede sera le partenaire de distribution américain de la société.
En 2023, Delair signe un contrat avec le ministère des Armées français pour livrer 150 drones de surveillance UX-11 et DT26 financés par la France et destinés à l'Ukraine. Un deuxième lot équivalent devrait être fourni en 2024,. Delair fera partie des entreprises françaises qui s'implanteront en Ukraine pour soutenir la production du pays.
En 2024, le ministère des Armées français commande 2000 « drones kamikazes » OSKAR (Opportunity Strike Kinetics Aircraft Ruggedized) à voilure fixe déployable à bout de bras et de 25 km de portée, des UX11 modifiés pour l’emport d’une tête explosive à fragmentation incendiaire de 550 grammes, conçus avec KNDS avec une livraison urgente de 100 unités pour l'Ukraine,. Aujourd'hui renommé MV-25. Il remporte l'appel d'offres du programme Colibri du ministère des Armées pour une munition téléopérée de courte portée [MTO CP] développée et produite en France (version voilure fixe).
En février 2024, la Marine nationale a évalué le drone électrique DT-46 à bord d’un porte-hélicoptères amphibie. Ce modèle de 28 kg destiné aux marchés civils et militaires, a la particularité d'exister dans une configuration mixte [convertible], avec une voilure fixe qui lui permet une bonne allonge et avec une voilure tournante qui lui permet un décollage vertical bien plus pratique. Il affiche une endurance comprise entre 3h30 (VTOL) et 7h30 (voilure fixe), tout en portant une charge utile de 5 kg [boule optronique, LIDAR, IMSI-catcher, etc.], sa portée de communication « entièrement chiffrée », est de 100 km selon Delair. Il semble avoir donné satisfaction (par temps serein).
En octobre 2024, la Section technique de l'Armée de terre [STAT] termine l'évaluation du DT-46 avec le concours du 35e Régiment d’Artillerie Parachutiste [RAP]. Il affiche des performances bien supérieures au « vieux » Spy'Ranger de 2017 en service actuellement au sein des régiments d'artillerie (210 exemplaires), et dont la portée n'est que de 30 km vs. 80 km (un canon Caesar peut tirer à plus de 50 km, un LRU à plus de 70 km). La précision de sa désignation est de 15 à 30m. Un drone permet aux observateurs d’artillerie de se soustraire à la vue de l’adversaire, d’accroître la transparence du champ de bataille et d’optimiser la portée et la précision du tir. Ayant donné satisfaction lors de ces exercices, le DT-46 est déployé dans l’armée de Terre. Ces essais ont été les « premiers » à avoir été « réalisés avec une numérisation ATLAS [Automatisation des Tirs et Liaisons de l’Artillerie Sol/sol] complète entre un drone et des Caesar et permet de transmettre automatiquement des informations entre les principales équipes du régiment ». Selon la STAT, l’armée de Terre compte en acquérir cinquante exemplaires, pour les répartir le dans les régiments d’artillerie et en équiper l’École des drones [EDD] de la 19e brigade d'artillerie [19e BART] de Chaumont. En décembre 2024, le 68e régiment d’artillerie d’Afrique [68e RAA] est le premier à l'accueillir et le déploie en Roumanie en janvier 2025 dans le cadre de la mission Aigle. En février 2025, deux systèmes sont livrés au 93e régiment d’artillerie de montagne [93e RAM] ; il arrivera au 11e régiment d’artillerie de marine [11e RAMa] à la mi-avril, puis en mai au 3e régiment d’artillerie de marine [3e RAMa]. Il entre également en service dans la Gendarmerie nationale à partir de Juin 2025 s'ajoutant à ses 600 drones déjà en activité (2024).
À l'été 2024, la DGA lance l'appel d'offres du programme Colibri, pour la fourniture d’une munition de courte portée [MTO CP]. Delair encore une fois associée à KNDS remporte ce marché (version à décollage vertical) avec le MX-10, pour des premières livraisons à la mi-2025. Il s'agit d'une plateforme quadrirotor, une configuration compacte pour laquelle la manœuvrabilité l’emporte sur la vitesse. Dotée d’un rayon d’action de 10 km, elle disposera d’une endurance maximale de 40 minutes. Sa masse ne dépassera pas 3 kg, tête militaire comprise. Celle-ci permettra de neutraliser des véhicules légers et du personnel en limitant les effets collatéraux. En mai 2025, KNDS affirme qu'elle est en service dans l'armée française.
Développée avec MBDA, la munition téléopérée RCH140 (ex-MUTANT), 12 kg pour 20 km de portée.
Développée avec MBDA, la munition téléopérée RCH170 (ex-MUTANT XL) de 18 kg utilise la tête du missile Akeron et porte à 70 km avec une heure d'autonomie, tête à fragmentation et deux charges creuses en tandem. Le premier vol avec guidage terminal est attendu pour mai 2025. Il pourrait être produit à partir de  2026. Cette munition rodeuse pourra fonctionner en essaim ; le lancement pourra se faire depuis un lanceur multi-engins (mêlant missiles, MTO, drones leurres, drones de guerre électronique, de relais de transmission, etc.), depuis un lanceur dédié, une rampe, ou un aéronef,.
En novembre 2024, l'armée française passe une commande fractionnée pour 2 000 munitions téléopérées de courte portée [MTO CP] d'un type non connu au couple Delair/KNDS. 460 d'entre elles et 115 stations doivent être livrées à partir de juillet 2025. Il s'agit d'un drone quadrirotor d'une portée de 10 km pour 40 minutes de vol, 3 kg avec charge militaire. 
En fin d'année 2024, jusqu’alors axée sur les voilures fixes, Delair rachète Squadrone System, société grenobloise spécialisée dans les systèmes multirotors et les essaims de drones.
En février 2025, Ascendance, entreprise française de solutions hybrides-électriques, s'associe à Delair pour développer une version hybride-électrique du DT-46, basée sur son concept « STERNA for UAV » (Sterna pour les aéronefs non pilotés). Ce projet initié par DGA Essais de missiles et piloté par le pôle d’innovation Alienor de la DGA, via une procédure d’appel à manifestation d’intérêt, est financé par l’Agence de l'innovation de défense [AID]. Le principal enjeu est de porter l'endurance du DT-46 à plus de 5h30, contre 3h 30 dans sa version VTOL actuelle. Pour la DGA Essais de missiles, le DT46 Hybride aura à charge la surveillance des essais qu’elle mène sur des zones maritimes étendues. Les premiers vols sont attendus au printemps.
En juin 2025, à l'occasion du salon du Bourget, Delair présente le DT61. Ce drone VTOL a 7 heures d’autonomie ainsi qu'une portée radio supérieure à 100 km. Ce dernier est développé avec le soutien d'Aviation Design et Shield Robotics (filiale du groupe Evotec).